# كأس العالم الشاطئية
كأس العالم لكرة القدم الشاطئية هي مسابقة لكرة قدم في كرة القدم الشاطئية. ينظمها الاتحاد الدولي لكرة القدم «الفيفا» للفرق القومية.

## التأسيس
بدأت المسابقة أساسا تحت عنوان «بطولة العالم لكرة القدم الشاطئية» وذلك للمرة الأولى في ريو دي جانيرو بالبرازيل العام 1995، ولاقت المسابقة نجاحا باهرا خصوصا بعد تحقيق فريق الدولة المضيفة البرازيل كأس البطولة.
نظمت بطولة العالم لكرة الشاطئ منظمة كرة الشاطئ العالمية (BSWW) وهي منظمة إسبانية المقر. قبل أن تتولى الفيفا رسميا تنظيم البطولة في العام 2005 كانت البرازيل قد فازت بتسع بطولات من أصل 10 تم تنظيمها فيما فازت البرتغال مرة واحدة.

## الفيفا
أول بطولة لكرة قدم الشاطئية تم تنظيمها من قبل الفيفا كانت في العام 2005 وذلك من 8 مايو حتى 15 مايو في ريو دي جانيرو في البرازيل، وقد فازت بها فرنسا بإدارة المدرب إيرك كانتونا، الذي هزم البرتغال في المباراة النهائية بالركلات الترجيحية.
وتم اختيار مدينة دبي العاصمة الاقتصادية للإمارات العربية المتحدة لاستضافة بطولة كأس العالم لكرة القدم الشاطئية 2009، حيث تنظم على شاطئ الجميرا الشهير في المدينة وفي مجمع دبي للألعاب الشاطئية الذي نفذ خصيصا لاستضافة الحدث.

### كأس العالم لكرة القدم الشاطئية - الفيفا
| السنة | الموقع                                  | الفائزون | المركز الثاني (الوصيف) | المركز الثالث | المركز الرابع | عدد المنتخبات | لاعب البطولة              | هداف البطولة                                                      | أفضل حارس                       | الأهداف (المعدل لكل لعبة) |
| ----- | --------------------------------------- | -------- | ---------------------- | ------------- | ------------- | ------------- | ------------------------- | ----------------------------------------------------------------- | ------------------------------- | ------------------------- |
| 2019  | لوكي (باراغواي)، باراغواي               | البرتغال | إيطاليا                | روسيا         | اليابان       | 16            | أوزو موريرا (اليابان)     | 16 هدف جابرييل جوري (إيطاليا)                                     | إلينتون أندراند(البرتغال)       | 286 (8.9)                 |
| 2017  | شاطئ خليج،استاد ناسو، الباهاماس         | البرازيل | تاهيتي                 | إيران         | إيطاليا       | 16            | محمد أحمد زاده (إيران)    | 17 هدف جابرييل جوري (إيطاليا)                                     | بيمان حسيني (إيران)             | 266 (8.3)                 |
| 2015  | شاطئ خليج، إسبينهو، البرتغال            | البرتغال | تاهيتي                 | روسيا         | إيطاليا       | 16            | هيمانو تاياروي (تاهيتي)   | 8 هدف بيدرو موران (الباراجواي) مادجر (البرتغال) نيول أوت (سويسرا) | جوناثان توروهيا (تاهيتي)        | 253 (7.9)                 |
| 2013  | بابيتي، جوناثان توروهيا                 | روسيا    | إسبانيا                | البرازيل      | تاهيتي        | 16            | برونو كزافييه (البرازيل)  | 11 هدف ديمتري شيشي (روسيا)                                        | دونا (إسبانيا)                  | 243 (7.6)                 |
| 2011  | روما، إيطاليا                           | روسيا    | البرازيل               | البرتغال      | االسلفادور    | 16            | ايليا ليونوف (روسيا)      | 14 هدفا أندريه (البرازيل)                                         | أندري أندريه بوخليتسكيي (روسيا) | 269 (8.4)                 |
| 2009  | الجميرا، دبي، الإمارات العربية المتحدة  | البرازيل | سويسرا                 | البرتغال      | أوروغواي      | 16            | ديغان ستانكوفيك (سويسرا)  | 16 هدف ديغان ستانكوفيك (سويسرا)                                   | ماو (االبرازيل)                 | 269 (8.7)                 |
| 2008  | بلاج دو برادو، مرسيليا، فرنسا           | البرازيل | إيطاليا                | البرتغال      | إسبانيا       | 16            | راميرو أماريللي (إسبانيا) | 13 هدف مادخر (البرتغال)                                           | روبيرتو فاليرو (إسبانيا)        | 258 (8.3)                 |
| 2007  | شاطئ كوباكبانا، ريو دي جانيرو، البرازيل | البرازيل | المكسيك                | اأوروغواي     | فرنسا         | 16            | بورو (البرازيل)           | 10 هدف بورو (البرازيل)                                            |                                 | 249 (7.8)                 |
| 2006  | شاطئ كوباكبانا، ريو دي جانيرو، البرازيل | البرازيل | أوروغواي               | فرنسا         | البرتغال      | 16            | مادخر (البرتغال)          | 21 هدف مادخر (البرتغال)                                           |                                 | 286 (8.9)                 |
| 2005  | شاطئ كوباكبانا، ريو دي جانيرو، البرازيل | فرنسا    | البرتغال               | البرازيل      | اليابان       | 16            | مادخر (البرتغال)          | 12 هدف مادخر (البرتغال)                                           |                                 | 164 (8.2)                 |

## ألقاب كل فريق
| المنتخب          | الألقاب                                                                                            | الوصيف               | المركز الثالث                    | المركز الرابع              |
| ---------------- | -------------------------------------------------------------------------------------------------- | -------------------- | -------------------------------- | -------------------------- |
| البرازيل         | 14 (1995*, 1996*, 1997*, 1998*, 1999*, 2000*, 2002*, 2003*, 2004*, 2006*، 2007*, 2008, 2009، 2017) | 1 (2011)             | 2 (2005*، 2013)                  | 1 (2001*)                  |
| البرتغال         | 3 (2001, 2015*, 2019)                                                                              | 3 (1999, 2002, 2005) | 5 (2003, 2004, 2008, 2009, 2011) | 1 (2006)                   |
| روسيا            | 2 (2011, 2013)                                                                                     | —                    | 2 (2015, 2019)                   | —                          |
| فرنسا            | 1 (2005)                                                                                           | 2 (1998, 2001)       | 1 (2006)                         | 2 (2003, 2007)             |
| الأوروغواي       | —                                                                                                  | 3 (1996, 1997, 2006) | 4 (1998, 1999, 2002, 2007)       | 1 (2009)                   |
| إسبانيا          | —                                                                                                  | 3 (2003, 2004, 2013) | 1 (2000)                         | 1 (2008)                   |
| إيطاليا          | —                                                                                                  | 2 (2008, 2019)       | 1 (1996)                         | 4 (1995, 2004, 2015, 2017) |
| تاهيتي           | —                                                                                                  | 2 (2015, 2017)       | —                                | 1 (2013*)                  |
| الولايات المتحدة | —                                                                                                  | 1 (1995)             | 1 (1997)                         | 1 (1996)                   |
| بيرو             | —                                                                                                  | 1 (2000)             | —                                | 2 (1998, 1999)             |
| سويسرا           | —                                                                                                  | 1 (2009)             | —                                | —                          |
| المكسيك          | —                                                                                                  | 1 (2007)             | —                                | —                          |
| الأرجنتين        | —                                                                                                  | —                    | 1 (2001)                         | 1 (1997)                   |
| إنجلترا          | —                                                                                                  | —                    | 1 (1995)                         | —                          |
| إيران            | —                                                                                                  | —                    | 1 (2017)                         | —                          |
| اليابان          | —                                                                                                  | —                    | —                                | 3 (2000, 2005, 2019)       |
| السلفادور        | —                                                                                                  | —                    | —                                | 1 (2011)                   |
| تايلاند          | —                                                                                                  | —                    | —                                | 1 (2002)                   |

* = المستضيف.
البطولات قبل عام 2005 لم تكن تخضع تحت إدارة الفيفا. حيث أقيمت 10 بطولات من 1995 حتى 2004. فازت البرازيل ب9 بطولات وفازت البرتغال ببطولة.
بداية من عام 2005 بدأت الفيفا بتنظيم وإدارة بطولة كأس العالم لكرة القدم الشاطئية.

## وصلات خارجية
- History at FIFA.com